# Secret Agent (videogioco 1992)
Secret Agent è un videogioco a piattaforme a 2 dimensioni per sistemi MS-DOS, sviluppato inizialmente dalla Micro F/X di George Broussard, che in seguito divenne socio del fondatore della Apogee Software, Scott Miller; il gioco, insieme a Crystal Caves, di cui condivide il medesimo motore grafico e stile, verrà terminato alla Apogee. Il gioco sfrutta per la grafica lo standard EGA, mentre per l'audio si appoggia al PC speaker.

## Trama
Voi siete l'Agente 006 ½, membro di una organizzazione governativa segreta, commissionata per proteggere il mondo da terroristi e super-criminali. La missione è quella di paracadutarsi su un'isola, dove un'organizzazione chiamata D.V.S. (Diabolical Villain Society) tiene nascosti i piani per la creazione di una recente arma laser, trafugati recentemente; quindi, se è possibile, fermare il malvagio Dr. No Body, capo della D.V.S.

## Modalità di gioco
Il gioco è diviso in tre missioni, divise in livelli:
- The Hunt for Red Rock Rover
- Kill Again Island
- Dr. No Body

Scopo di ogni livello, affrontabili non in sequenza e selezionabili tramite una mappa nello stesso modo di Commander Keen, è quello di distruggere una parabola di sicurezza, e trovare della dinamite per far saltare la porta blindata. I livelli sono popolati da trappole, robot e altri tipi di nemici, che possono essere uccisi grazie ad una pistola. Se 006 viene colpito, perde un punto vitale, per un totale di 3; finiti questi, il livello deve essere ricominciato. Una volta che tutti i livelli sono completati, si può accedere alla fortezza finale, simile ai precedenti ma che, una volta terminato fa finire la missione. A differenza degli altri giochi della casa, Secret Agent è meno dedicato all'azione pura, per puntare maggiormente alla risoluzione di semplici enigmi e alla strategia con cui affrontare le diverse situazioni di gioco.